# Лобки
Ло́бки (рос. Лобки) — присілок у складі Орічівського району Кіровської області, Росія. Входить до складу Істобенського сільського поселення.
Населення становить 2 особи (2010, 17 у 2002).
Національний склад станом на 2002 рік — росіяни 100 %.